# Ogulnius pullus
Espèce
Synonymes
- Ogulnius agnoscus Strand, 1918

Ogulnius pullus est une espèce d'araignées aranéomorphes de la famille des Theridiosomatidae.

## Distribution
Cette espèce se rencontre au Japon et en Corée du Sud.

## Publication originale
- Bösenberg & Strand, 1906 : Japanische Spinnen. Abhandlungen der Senckenbergischen Naturforschenden Gesellschaft, vol. 30, p. 93-422 (texte intégral).